# Adrian Cranage
Adrian Cranage (* 21. Februar 1969) ist ein australischer Kameramann.

## Leben und Karriere
Cranage stammt aus der Familie eines Botschafters.
Von 1986 bis 1989 studierte Cranage Fotografie an der University of Canberra, bevor er bei einem Auftrag in Dubai als Kamera-Assistent bei einer Filmproduktion engagiert wurde. Ab Ende der 1990er Jahre arbeitete er als Kamera-Assistent und Focus Puller bei zahlreichen deutschen Filmproduktionen, Werbefilmen und Musikvideos.
Anfang 2010 lernte Cranage am Set von Unknown Identity in Berlin Til Schweigers Stammkameramann Christoph Wahl kennen. Wahl empfahl Cranage dann als Second-Unit-Kameramann für Schweigers Film Kokowääh. Im Anschluss engagierte Schweiger Cranage als Kameramann für seine nächsten Filme Schutzengel (2012) und Kokowääh 2 (2013).
Adrian Cranage hat eine Tochter und einen Sohn und lebt in Berlin.

## Filmografie (Auswahl)
Als Kameramann
- 2004: Big Boss (Fernsehserie)
- 2008: Crossing Paths (Kurzfilm)
- 2009: Justice/Vengeance
- 2012: Forbidden Voices (Dokumentarfilm)
- 2012: Schutzengel
- 2013: Kokowääh 2
- 2014: Tag der Wahrheit (Fernsehfilm)
- 2017: Harrys Insel (Fernsehfilm)
- 2018: Klassentreffen 1.0
- 2018: Das Leben vor mir (Fernsehfilm)

Als Camera Operator oder Second Unit Kameramann
- 2011: Kokowääh
- 2011: Unknown Identity (Unknown)
- 2015: Hitman: Agent 47
- 2015: Homeland (Fernsehserie, 3 Episoden)
- 2015: Point Break
- 2017–2018: Counterpart (Fernsehserie, 10 Episoden)
- 2019: 3 Engel für Charlie (Charlie’s Angels)
- 2020: Contra